# لاله یواش
لالی یاواش (انگلیسی: Lale Yavaş؛ زادهٔ ۱ ژانویهٔ ۱۹۷۸) بازیگر، و بازیگر سینما اهل ترکیه است.